# Glavak
Glavak je priimek v Sloveniji, ki ga je po podatkih Statističnega urada Republike Slovenije na dan 1. januarja 2010 uporabljalo 14  oseb in je med vsemi priimki po pogostosti uporabe uvrščen na 15.738. mesto.

## Znani nosilci priimka
- Božena Glavak (1930 - 2022), operna pevka, mezzosopranistka